# Henri Renaud (pianiste)
Pour les articles homonymes, voir Henri Renaud (homonymie) et Renaud (homonymie).
Henri Renaud, né le 20 avril 1925 à Villedieu-sur-Indre, mort à Saint-Cloud  le 16 octobre 2002, est un pianiste, arrangeur et compositeur de jazz français.

## Biographie
Dès l'âge de cinq ans, il prend des leçons de violon et aborde le piano à l'âge de huit ans.
Au collège de Châteauroux, il forme un groupe vocal en 1946. Puis il devient musicien professionnel à Paris, au Quartier latin, où il est engagé par Gérard Pochonet et Jean-Claude Fohrenbach. Il accompagne Don Byas, James Moody.
En 1951, Henri Renaud enregistre pour la firme Saturne  avec Sandy Mosse et Bobby Jaspar (saxophones), Jimmy Gourley, Pierre Michelot (contrebasse) et Pierre Lemarchand.
Le Tabou, devenu club de jazz d'avant garde, devient son fief à partir de cette date. Il y invite divers musiciens : Sacha Distel (guitare), René Thomas, Lester Young, Clifford Brown et les musiciens de l'orchestre de Lionel Hampton.
À la fin de l'année 1953, il part pour New York où pendant six mois, il enregistre avec Max Roach, Al Cohn et de nombreux musiciens américains. De retour à Paris en 1954, il inaugure un club : Le Caméléon, avec Roger Guérin, Jean-Louis Chautemps et Charles Saudrais. Puis on le retrouve dans un autre club de jazz, Le Ringside (jazz) situé  18 rue Thérèse dans le quartier de l'Opéra à l'initiative du champion de boxe Ray "Sugar" Robinson, et qui deviendra ensuite le Blue note. Là, Renaud forme un quintette, puis l'année suivante un quartette avec Jay Cameron. 
On le retrouve au Blue note en 1962 avec Kenny Clarke, Aux Trois Mailletz avec Buck Clayton. En 1964, il est à la tête du département Jazz de CBS France, et en 1977, il enregistre I remember be-bop avec Walter Bishop.
Dans les années 1980, il travaille pour la radio et la télévision, il est conseiller musical pour les films Autour de minuit (film) de Bertrand Tavernier (1986), et Milou en mai de Louis Malle (1989). En 1993 paraît un disque uniquement consacré à ses compositions.
Le 24 mai 1955, dans un article de la revue Arts où il fait la critique d'un disque de Jay Cameron avec Bobby Jaspar, Benoît Quersin (basse), Mac-Kak (drums), Barney Wilen et Jean-Louis Chautemps, Boris Vian signale une section composée par Henri Renaud au piano, dont il fait le plus grand éloge. « Voici un microsillon de classe et de composition originale, ce qui fait bien plaisir (Swing M 33.34) »

## Discographie

### En tant que leader
- Henri Renaud Trio, Sextet & All Stars (Vogue, 1953–55) avec Jimmy Gourley, Pierre Michelot
- Jazz in Paris - Zoots Sims & Henri Renaud (Emarcy, 1952)
- Henri Renaud/Al Cohn Quartet (Emarcy)
- The Henri Renaud All Stars (1955)
- The 1954 Paris Sessions avec Roy Haynes, René Thomas, Frank Foster

### En tant que sideman
- Gigi Gryce et son Orchestre (Vogue, 1953)
- Clifford Brown : Quartet in Paris / Sextet in Paris (OJC, 1953)
- Jay Cameron : The Third Herdsman - The Vogue Sessions (Vogue, 1955)
- Al Cohn : The Birdlanders Vol.1  et Vol. 2  (OJC, 1954)
- Bobby Jaspar : Bobby Jaspar/Henri Renaud (Vogue 1953-54) avec Jimmy Gourley, Fats Sadi
- Oscar Pettiford : Sextet (Vogue, 1954)
- Zoot Sims : Quartet & Sextet (Vogue, 1953)
- Lucky Thompson : Lucky Thompson with Dave Pochonet All Stars (Club français du disque, 1956)
- Lucky Thompson : Jazz in Paris - Modern Jazz Group (Emarcy, 1956)